# 214 Brygada Powietrznodesantowa (ZSRR)
214 Brygada Powietrznodesantowa (ros. 214-я воздушно-десантная бригада) – związek taktyczny wojsk powietrznodesantowych Armii Czerwonej.
Brygada wzięła udział w kampanii wrześniowej jako jednostka naziemna. Stanowiła odwód Frontu Ukraińskiego.

## Struktura organizacyjna
W 1939
- batalion spadochronowy
- batalion piechoty zmechanizowanej
- dywizjon artylerii

## Dowódcy brygady
- płk Aleksiej Lewaszew[2].